# Jim Paice
James Edward Thornton Paice (né le 24 avril 1949) est un homme politique du Parti conservateur du Royaume-Uni. Il est député du sud-est du Cambridgeshire entre 1987 et 2015. Il est ministre d'État au ministère de l'Environnement, de l'Alimentation et des Affaires rurales de 2010 à 2012. 

## Jeunesse
Né à Felixstowe, Suffolk, Paice est allé au Framlingham College. Au Writtle Agricultural College, il reçoit un diplôme national en agriculture en 1970 . Il est directeur de ferme de 1970 à 1973. De 1973 à 1979, il est agriculteur et entrepreneur. De 1979 à 1987, il est directeur de la formation chez Framlingham Management and Training Services. Chez United Framlingham Farmers Ltd, il est directeur non exécutif de 1987 à 1989, puis directeur de 1989 à 1994. De 1976 à 1987, il est membre du Suffolk Coastal District Council, devenant le plus jeune président de l'histoire en 1983. 
Paice épouse Ava Patterson en 1973. Ils ont deux fils. 

## Carrière parlementaire
Paice se présente à Caernarfon pour les conservateurs aux élections générales de 1979, mais perd contre le sortant Dafydd Wigley de Plaid Cymru. Aux élections générales de 1987, il est choisi par les conservateurs pour remplacer leur député sortant du sud-est du Cambridgeshire, l'ancien ministre des Affaires étrangères Francis Pym. Paice remporte le siège avec une majorité de 17 502 voix. 
À Westminster, Paice est secrétaire du Backbench Employment Committee de 1988 à 1989 et du Backbench Horticulture and Markets Sub-Committee (1988–1989). Il est également membre de la commission de l'emploi de 1987 à 1989. 
Paice est nommé membre junior du gouvernement en décembre 1989 en tant que secrétaire parlementaire privé du ministre d'État au ministère de l'Agriculture, des Pêcheries et de l'Alimentation, la baronne Trumpington. Un an plus tard, il est PPS de John Gummer, qui est alors ministre de l'Agriculture, des Pêcheries et de l'Alimentation (1990–1993) et plus tard secrétaire d'État à l'Environnement (1993–1994). En juillet 1994, il est promu sous-secrétaire d'État parlementaire au ministère de l'Emploi et reste jusqu'à la défaite des conservateurs aux élections générales de 1997. 
Dans l'opposition, Paice devient porte-parole pour l'agriculture, la pêche et l'alimentation (1997-2001) et plus tard pour les affaires intérieures (2001-2003). Sous la direction de Michael Howard, il est nommé ministre fantôme des Affaires intérieures, constitutionnelles et juridiques. De septembre 2004 jusqu'à son retour au gouvernement, il est ministre fantôme de l'Agriculture, poste qu'il a ensuite occupé au gouvernement. 
Après l'élection générale de 2010, Paice est nommé ministre d'État à l'Agriculture et à l'Alimentation au ministère de l'Environnement, de l'Alimentation et des Affaires rurales dans le gouvernement de coalition conservateur-libéral démocrate. Il sert jusqu'au 4 septembre 2012, date à laquelle il quitte ses fonctions dans le cadre d'un remaniement ministériel.   
Le 8 mars 2013, Paice annonce qu'il se retirerait lors des prochaines élections générales . 